# Liste der Bodendenkmäler in Pfaffenhofen an der Ilm
Auf dieser Seite sind die Bodendenkmäler in der oberbayerischen Stadt Pfaffenhofen an der Ilm zusammengestellt. Diese Tabelle ist eine Teilliste der Liste der Bodendenkmäler in Bayern. Grundlage ist die Bayerische Denkmalliste, die auf Basis des Bayerischen Denkmalschutzgesetzes vom 1. Oktober 1973 erstmals erstellt wurde und seither durch das Bayerische Landesamt für Denkmalpflege geführt wird. Die folgenden Angaben ersetzen nicht die rechtsverbindliche Auskunft der Denkmalschutzbehörde.

## Bodendenkmäler der Gemeinde

### Bodendenkmäler in der Gemarkung Affalterbach
| Lage                                   | Objekt | Akten-Nr.     | Bild           |
| -------------------------------------- | --- | ------------- | -------------- |
| Affalterbach Kirchengasse 1 (Standort) | Mittelalterliche und frühneuzeitliche Befunde im Bereich der Katholischen Pfarrkirche St. Michael in Affalterbach und ihrer Vorgängerbauten. Siehe auch: St. Michael (Affalterbach), Affalterbach (Pfaffenhofen an der Ilm) | D-1-7435-0150 | weitere Bilder |
| Affalterbach (Standort)                | Burgstall des Mittelalters. | D-1-7435-0151 |                |
| Affalterbach (Standort)                | Grabhügel vorgeschichtlicher Zeitstellung. | D-1-7435-0152 |                |

### Bodendenkmäler in der Gemarkung Angkofen
| Lage                | Objekt | Akten-Nr.     | Bild                                          |
| ------------------- | --- | ------------- | --------------------------------------------- |
| Angkofen (Standort) | Mittelalterliche und frühneuzeitliche Befunde im Bereich der Katholischen Filialkirche St. Johannes d.T. in Angkofen.                                              | D-1-7434-0164 | weitere Bilder                                |
| Angkofen (Standort) | Mittelalterliche und frühneuzeitliche Befunde im Bereich der Katholischen Filialkirche St. Stephan in Eutenhofen. Siehe auch: Eutenhofen (Pfaffenhofen an der Ilm) | D-1-7434-0165 | weitere Bilder                                |
| Angkofen (Standort) | Mittelalterliche und frühneuzeitliche Befunde im Bereich der Katholischen Filialkirche St. Maria in Gittenbach.                                                    | D-1-7434-0166 | Mittelalterliche und frühneuzeitliche Befunde |
| Angkofen (Standort) | Grabenwerk vorgeschichtlicher Zeitstellung. | D-1-7434-0167 |                                               |

### Bodendenkmäler in der Gemarkung Eberstetten
| Lage                   | Objekt                                                                                                | Akten-Nr.     | Bild |
| ---------------------- | --- | ------------- | ---- |
| Eberstetten (Standort) | Siedlung der frühen Bronzezeit und befestigte Höhensiedlung der Hallstattzeit. Siehe auch: Bronzezeit | D-1-7435-0057 |      |

### Bodendenkmäler in der Gemarkung Ehrenberg
| Lage                               | Objekt | Akten-Nr.     | Bild           |
| ---------------------------------- | --- | ------------- | -------------- |
| Ehrenberg (Standort)               | Grabhügel vorgeschichtlicher Zeitstellung. | D-1-7434-0112 |                |
| Ehrenberg Kirchplatz 10 (Standort) | Mittelalterliche und frühneuzeitliche Befunde im Bereich der Katholischen Pfarrkirche St. Ulrich in Ehrenberg und ihrer Vorgängerbauten. Siehe auch: Ehrenberg (Pfaffenhofen an der Ilm) | D-1-7434-0159 | weitere Bilder |

### Bodendenkmäler in der Gemarkung Förnbach
| Lage                                  | Objekt | Akten-Nr.     | Bild           |
| ------------------------------------- | --- | ------------- | -------------- |
| Förnbach Förnbachstraße 22 (Standort) | Mittelalterliche und frühneuzeitliche Befunde im Bereich der Katholischen Pfarrkirche Mariae Himmelfahrt in Förnbach. | D-1-7435-0158 | weitere Bilder |

### Bodendenkmäler in der Gemarkung Gundamsried
| Lage                   | Objekt | Akten-Nr.     | Bild           |
| ---------------------- | --- | ------------- | -------------- |
| Gundamsried (Standort) | Mittelalterliche und frühneuzeitliche Befunde im Bereich der Katholischen Pfarrkirche St. Germanus in Gundamsried. Siehe auch: St. Germanus (Gundamsried), Gundamsried | D-1-7435-0148 | weitere Bilder |
| Gundamsried (Standort) | Mittelalterliche und frühneuzeitliche Befunde im Bereich der Katholischen Filialkirche St. Ulrich in Kleinreichertshofen.                                              | D-1-7435-0149 | weitere Bilder |

### Bodendenkmäler in der Gemarkung Haimpertshofen
| Lage                                  | Objekt | Akten-Nr.     | Bild           |
| ------------------------------------- | --- | ------------- | -------------- |
| Haimpertshofen (Standort)             | Grabhügel vorgeschichtlicher Zeitstellung.                                                                            | D-1-7434-0113 |                |
| Haimpertshofen (Standort)             | Grabenwerk vor- und frühgeschichtlicher Zeitstellung. Siehe auch: Grabenwerk                                          | D-1-7434-0154 |                |
| Haimpertshofen (Standort)             | Grabhügel vorgeschichtlicher Zeitstellung.                                                                            | D-1-7435-0025 |                |
| Haimpertshofen (Standort)             | Grabhügel vorgeschichtlicher Zeitstellung.                                                                            | D-1-7435-0026 |                |
| Haimpertshofen Wimmerweg 2 (Standort) | Mittelalterliche und frühneuzeitliche Befunde im Bereich der Katholischen Filialkirche St. Stephan in Haimpertshofen. | D-1-7435-0146 | weitere Bilder |
| Haimpertshofen (Standort)             | Burgstall des Mittelalters.                                                                                           | D-1-7435-0147 |                |

### Bodendenkmäler in der Gemarkung Niederscheyern
| Lage                                      | Objekt | Akten-Nr.     | Bild           |
| ----------------------------------------- | --- | ------------- | -------------- |
| Niederscheyern Scheyerer Weg 3 (Standort) | Mittelalterliche und frühneuzeitliche Befunde im Bereich der Katholischen Filialkirche Mariae Verkündigung in Niederscheyern. Siehe auch: Mariä Verkündigung (Niederscheyern) | D-1-7434-0106 | weitere Bilder |

### Bodendenkmäler in der Gemarkung Pfaffenhofen a.d.Ilm
| Lage                                                     | Objekt | Akten-Nr.     | Bild           |
| -------------------------------------------------------- | --- | ------------- | -------------- |
| Pfaffenhofen a.d.Ilm (Standort)                          | Mittelalterliche und frühneuzeitliche Befunde im Bereich der Katholischen Friedhofskirche St. Andreas in Altenstadt bei Pfaffenhofen. Siehe auch: St. Andreas (Pfaffenhofen an der Ilm)                                                                                         | D-1-7435-0033 | weitere Bilder |
| Pfaffenhofen a.d.Ilm (Standort)                          | Mittelalterliche und frühneuzeitliche Befunde im Bereich der Altstadt von Pfaffenhofen a.d. Ilm sowie Befunde vorgeschichtlicher Zeitstellung. | D-1-7435-0035 |                |
| Pfaffenhofen a.d.Ilm (Standort)                          | Wüstgefallene Siedlung des Mittelalters und der frühen Neuzeit (Arlmühle). | D-1-7435-0159 |                |
| Pfaffenhofen a.d.Ilm Hauptplatz 45 (Standort)            | Mittelalterliche und frühneuzeitliche Befunde im Bereich der Katholischen Stadtpfarrkirche St. Johannes der Täufer in Pfaffenhofen a.d. Ilm und Friedhof des hohen und späten Mittelalters sowie der frühen Neuzeit. Siehe auch: St. Johannes Baptist (Pfaffenhofen an der Ilm) | D-1-7435-0160 | weitere Bilder |
| Pfaffenhofen a.d.Ilm Hauptplatz 32; Hofberg 5 (Standort) | Mittelalterliche und frühneuzeitliche Befunde im Bereich der Katholischen Spitalkirche Hl. Geist in Pfaffenhofen a.d. Ilm. Siehe auch: Heilig Geist (Pfaffenhofen an der Ilm)                                                                                                   | D-1-7435-0161 | weitere Bilder |
| Pfaffenhofen a.d.Ilm (Standort)                          | Untertägige Teile der spätmittelalterlichen Markt- bzw. Stadtbefestigung von Pfaffenhofen a.d. Ilm. | D-1-7435-0162 |                |
| Pfaffenhofen a.d.Ilm (Standort)                          | Bestattungsplatz der späten Bronzezeit. | D-1-7435-0163 |                |
| Pfaffenhofen a.d.Ilm (Standort)                          | Siedlung der Münchshöfener Kultur und der vorgeschichtlichen Metallzeiten. Siehe auch: Münchshöfener Kultur, Metallzeit | D-1-7435-0164 |                |

### Bodendenkmäler in der Gemarkung Sulzbach
| Lage                | Objekt | Akten-Nr.     | Bild           |
| ------------------- | --- | ------------- | -------------- |
| Sulzbach (Standort) | Grabhügel vorgeschichtlicher Zeitstellung, daraus Funde der Hallstattzeit.                                                               | D-1-7434-0086 |                |
| Sulzbach (Standort) | Wüstgefallene Siedlung des Mittelalters und der frühen Neuzeit (Einöde Satzl). Siehe auch: Wüstung, Mittelalter, Neuzeit, Einzelsiedlung | D-1-7434-0091 |                |
| Sulzbach (Standort) | Mittelalterliche und frühneuzeitliche Befunde im Bereich der Katholischen Filialkirche St. Petrus in Menzenbach.                         | D-1-7434-0094 | weitere Bilder |
| Sulzbach (Standort) | Grabhügel vorgeschichtlicher Zeitstellung.                                                                                               | D-1-7434-0100 |                |
| Sulzbach (Standort) | Grabenanlagen vor- und frühgeschichtlicher oder mittelalterlicher Zeitstellung.                                                          | D-1-7434-0178 |                |

### Bodendenkmäler in der Gemarkung Tegernbach
| Lage                              | Objekt | Akten-Nr.     | Bild           |
| --------------------------------- | --- | ------------- | -------------- |
| Tegernbach (Standort)             | Mittelalterliche und frühneuzeitliche Befunde im Bereich der Katholischen Pfarrkirche St. Vitus in Göbelsbach. Siehe auch: St. Vitus (Göbelsbach), Göbelsbach         | D-1-7434-0160 | weitere Bilder |
| Tegernbach (Standort)             | Burgstall des Mittelalters. | D-1-7434-0161 |                |
| Tegernbach Kirchweg 10 (Standort) | Mittelalterliche und frühneuzeitliche Befunde im Bereich der Katholischen Pfarrkirche Mariä Reinigung in Tegernbach. Siehe auch: Tegernbach (Pfaffenhofen an der Ilm) | D-1-7434-0162 | weitere Bilder |
| Tegernbach (Standort)             | Grabenwerk vor- und frühgeschichtlicher Zeitstellung. | D-1-7434-0173 |                |
| Tegernbach (Standort)             | Burgstall des Mittelalters. | D-1-7434-0177 |                |

### Bodendenkmäler in der Gemarkung Uttenhofen
| Lage                                    | Objekt | Akten-Nr.     | Bild           |
| --------------------------------------- | --- | ------------- | -------------- |
| Uttenhofen (Standort)                   | Burgstall des Mittelalters. | D-1-7435-0050 |                |
| Uttenhofen (Standort)                   | Grabhügel vorgeschichtlicher Zeitstellung.                                                                                                   | D-1-7435-0061 |                |
| Uttenhofen Schmädelstraße 19 (Standort) | Mittelalterliche und frühneuzeitliche Befunde im Bereich der Katholischen Pfarrkirche St. Sebastian in Uttenhofen und ihrer Vorgängerbauten. | D-1-7435-0157 | weitere Bilder |

### Bodendenkmäler in der Gemarkung Walkersbach
| Lage                               | Objekt | Akten-Nr.     | Bild                                          |
| ---------------------------------- | --- | ------------- | --------------------------------------------- |
| Walkersbach Kirchberg 2 (Standort) | Mittelalterliche und frühneuzeitliche Befunde im Bereich der Katholischen Pfarrkirche St. Martin in Walkersbach. Siehe auch: St. Martin (Walkersbach), Walkersbach (Pfaffenhofen an der Ilm) | D-1-7435-0153 | weitere Bilder                                |
| Walkersbach (Standort)             | Mittelalterliche und frühneuzeitliche Befunde im Bereich der Katholischen Filialkirche St. Petrus in Griesbach bei Walkersbach. Siehe auch: St. Petrus (Griesbach)                           | D-1-7435-0154 | Mittelalterliche und frühneuzeitliche Befunde |
| Walkersbach (Standort)             | Siedlung vor- und frühgeschichtlicher Zeitstellung. | D-1-7435-0155 |                                               |
| Walkersbach (Standort)             | Siedlung des späten Mittelalters. | D-1-7435-0166 |                                               |